# Gyurácz Ferenc
Gyurácz Ferenc (Körmend, 1955. október 11. –) magyar kritikus, irodalomtörténész, szerkesztő, könyvkiadó.

## Életpályája
Szülei: Gyurácz József és Farkas Anna. Bükön nőtt fel. A soproni Széchenyi István Gimnáziumban érettségizett. 1975-1981 között az ELTE BTK magyar-néprajz szakos hallgatója volt. 1978-1979 között betanított lakatos, színpadi díszítő volt. 1981 óta jelennek meg írásai. 1981-1982 között sportpályamunkásként dolgozott. 1983-1986 között a szombathelyi Savaria Múzeumban néprajzkutató volt. 1985-1989 között a JAK-füzetek szerkesztő-bizottsági tagja volt. 1987-1999 között az Életünk című irodalmi folyóirat munkatársa, szerkesztője volt. 1994-2019 között a Vasi Szemle főszerkesztője. 2004 óta a Magyar Nyugat Könyvkiadó igazgatója.

## Magánélete
1995-ben házasságot kötött Szerdahelyi Zsófiával. Három gyermekük született; Mihály (1995), Domonkos (1997) és Eszter Anna (2000).

## Művei
- Jelen lenni a történelemben. Veres Péter magyarságtudata. Irodalom- és eszmetörténeti kismonográfia. Magvető Könyvkiadó, Bp., 1988
- Egy "populista" följegyzései. Politikai esszék, tanulmányok, cikkek, 1981–1993; Életünk–Magyar Írószövetég Nyugat-magyarországi Csoportja, Szombathely, 1993 (Életünk könyvek)
- A büki sport 75 éve. A sportkör megalakulásától napjainkig; szerk. Gyurácz Ferenc, Sági Ferenc, tan. Sövegjártó László, kieg. Antalovits György et al.; Önkormányzat, Bük, 1995
- Bük; Száz Magyar Falu Könyvesháza Kht., Bp., 2000 (Száz magyar falu könyvesháza)
- Két szűk évtized. Válogatott irodalomkritikai írások, 1981–1999; szerk., utószó Pete György; Életünk-Faludi Ferenc Alapítvány, Szombathely, 2003
- Személyes ügyeim. Tanulmányok, esszék; Magyar Nyugat, Vasszilvágy, 2009 (A Magyar Nyugat történeti kiskönyvtára)
- Alsószilvágyi égbolt. Esszék; Magyar Nyugat, Vasszilvágy, 2013
- Populizmus. Tanulmányok, 1991–2017; Magyar Nyugat, Szombathely, 2017
- Őrvidék Kollégium; szerk. Gyurácz Ferenc, Loksa Gábor; Antológia, Lakitelek, 2017 + DVD
- Előmunkálatok egy utópiához. Cikkek, interjúk, beszédek és bejegyzések; Magyar Nyugat, Szombathely, 2019
- Olyanok ők. A Bagossy Brothers Company rövid története. Kézirat, 2020

## Díjai
- Móricz Zsigmond-ösztöndíj (1985)
- Eötvös-ösztöndíj (1993)
- Pável Ágoston Emlékplakett (1999)
- Vas megye Berzsenyi Dániel Díja (2012)
- Vas megyei Prima-díj (2015)
- Kuntár Lajos Sajtódíj (2018)
- Teleki Pál-érdemérem (2020)
- A Magyar Érdemrend lovagkeresztje (2021)